# Vlag van Deersum

Vlag van Deersum

De vlag van Deersum is het dorpsvlag van het Nederlandse dorp Deersum, in de Friese gemeente Heerenveen. Bij gemeenteraadsbesluit van 8 december 1985 zijn een wapen en een vlag vastgesteld voor de 18 dorpen van de voormalige gemeente Boarnsterhim. De vlag werd in 1986 geregistreerd.

## Beschrijving
De beschrijving van de vlag is als volgt:
Twee lengtebanen van rood en wit, lengteverhouding 2:1; in de rode baan een wit klaverblad.
De kleuren zijn afkomstig van het dorpswapen.

## Symboliek

Klaverblad: ontleend aan het wapen van Deersum dat ook op een windwijzer op de kerk van Deersum.
- Kleuren: overgenomen uit het wapen van Rauwerderhem.[2]